# Cele cinci puncte ale calvinismului
Teologia calvinistă este deseori identificată în mod popular cu așa-zisele cinci puncte ale calvinismului (reținut în lumea vorbitoare de limbă engleză sub acronimul mnemotehnic TULIP), un rezumat al judecăților (sau canoanelor) stabilite de Sinodul din Dort și publicate în Controversa quinquarticulară ca un răspuns punctual la cele cinci puncte ale remonstranților arminieni. Prin urmare, ele au doar funcția de a rezuma diferențele dintre calvinism și arminianism și nu ar fi un bun rezumat al scrierior lui Calvin sau a teologiei Bisericilor Reformate în general. Într-adevăr, Calvin nu a discutat niciodată pe larg în scrierile sale doctrine cum ar fi ispășirea limitată, ci doar a implicat o asemenea opinie. Afirmația centrală a acestor canoane este că Dumnezeu îi poate mântui pe fiecare din cei de care are milă și că eforturile sale nu pot fi zădărnicite de nelegiuirea sau neputința oamenilor.

## Cele cinci puncte

### Depravarea totală
Oamenii în starea lor naturală, neregenerată nu au puterea de a se întoarce la Dumnezeu, însă grația divină și voia lui Dumnezeu prin Duhul Sfânt îi face pe oamenii care sunt morți în păcat să fie renăscuți prin Cuvântul lui Dumnezeu. Acest concept e rezumat în formularea "Regenerarea precede credința", având în vedere că, din perspectivă calvinistă, în afara lucrării regeneratoare a Duhului Sfânt pentru individ, nu ar exista credință. Trebuie observat că termenul "total" nu este folosit în sens intensiv, adică toate persoanele sunt păcătoase la culme, ci mai degrabă extensiv, adică păcatul s-a extins și a corupt toate părțile ființei umane.

### Alegerea necondiționată
Alegerea din veșnicie a lui Dumnezeu a celor pe care îi va atrage la sine nu e bazată pe prevederea virtuții, meritului sau credinței persoanelor pe care le alege, ci bazată necondiționat în propria îndurare după bunul plac al voi Sale si numai a voi Sale.

### Ispășirea limitată
Denumită și "răscumpărarea specială" sau "ispășirea definitivă", are sensul că în moartea lui Cristos, El ia realmente pedeapsa pentru păcatele săvârșite de cei pe care Dumnezeu i-a ales ca să aibă milă. (Aceasta în opoziție cu opinia potrivit căreia moartea lui Cristos doar face posibilă răscumpărarea.) Așadar, ispășirea ar fi "limitată" la păcatele celor aleși.

### Harul irezistibil
Harul mântuitor al lui Dumnezeu nu poate fi respins. Cei care dobândesc mântuirea, o fac datorită irezistibilității îndurării lui Dumnezeu. Oamenii cedează harului nu pentru că Dumnezeu le-a găsit conștiințele mai sensibile sau credința mai tenace decât a celorlalți, ci dorința și puterea de a face voia lui Dumnezeu sunt dovezi ale credincioșiei lui Dumnezeu de a-și mântui poporul de sub puterea și pedeapsa păcatului.

### Perseverența sfinților
Denumită și "păstrarea sfinților", înseamnă că pe cei Dumnezeu i-a chemat la comuniune cu sine prin Cristos vor continua în credință și vor crește în ea și în alte daruri, până la sfârșit. Cei care cad de la credință de la început nu au avut o credință adevărată, altfel s-ar întoarce la ea. Această doctrină diferă de opinia "o dată mântuit, mântuit pentru totdeauna" prevalentă în unele biserici evanghelice contemporane: în acea opinie, în ciuda aparentei apostazii, persoana este realmente salvată; în învățătura calvinistă, acele persoane dovedesc că nu sunt mântuite deloc și că niciodată nu au fost.
În concepția populară, calvinismul e redus și mai departe la unul sau altul din cele cinci puncte. Doctrina alegerii necondiționate stă uneori pentru întreaga doctrină reformată, uneori chiar de aderenții săi; totuși, potrivit declarațiilor doctrinale ale acestor biserici, a singulariza această doctrină nu constituie o viziune echilibrată. Potrivit unor calviniști, doctrina alegerii necondiționate și corolarul său, doctrina predestinării, nu pot fi prezentate corect decât ca o asigurare celor care caută iertare și mântuire în Cristos că credința lor nu e în zadar, Dumnezeu fiind în stare să-și aducă la îndeplinire intențiile sale de a îi mântui. Cu toate acestea, non-calviniștii obiectează la aceste doctrine pe temeiul că îi descurajează pe cei din lume de la a-și căuta în mod activ mântuirea.